# 혈족
혈족(血族)이란 자기와 혈연으로 이어져 있는 자를 말한다.
민법상 혈족에는 법정혈족과 자연혈족이 있다.
법정혈족이란 친자라고 하는 혈통이 이어져 있다고 법적으로 의제되어 기타의 친족관계를 가지게 되는 자를 말한다. 양자와 양부모 등의 관계에서 전처의 출생자와 계모, 또는 혼인 외의 출생자와 부의 배우자 등 사이에는 자연의 혈족이 없음에도 불구하고 친자라고 하는 혈통이 이어져 있는 것으로 법적으로 의제되어 이 경우도 포함된다.
이에 대하여 자연혈족이란 혈통의 연결이 있는 법적인 혈족을 말한다. 이 자연혈족의 관계는 혼인중의 출생의 경우에는 출생과 동시에 혈족관계가 발생한다. 혼인 외의 출생의 경우에는 그 부의 인지나 이에 갈음하는 인지의 재판이 있어야만 비로소 혈족관계가 발생한다. 또 이 자연혈족은 직계혈족과 방계혈족으로 나뉜다(민법 제768조). 직계혈족이란 자기의 직계존속과 직계비속을 말하고, 방계혈족이란 자기의 형제자매와 형제자매의 직계비속, 직계존속의 형제자매 및 그 형제자매의 직계비속을 말한다.